# Мирович Роман Гнатович
Роман Гнатович Мирович (Псевдо: «Чубатий» 20 березня 1909, смт. Рожнятів Івано-Франківська область — † жовтень 1944, Югославія) — український поет і композитор, керівник студентської ланки ОУН у 1937—1938.

## Життєпис
До 1922 р. навчався в українській приватній гімназії в Долині. З 1922 р. до 1927 р. навчався в Українській приватній гімназії в Станіславі, а з 1927 р. — в Празі, у консерваторії та політехніці. Освіта — незакінчена вища: 3 роки консерваторії та 4 роки політехніки.
Член Пласту, ОУН (бойовий референт), українського студентського товариства «Заграва» в Празі.
Член ОУН. В'язень польського концтабору Береза Картузька (1.04.1935-17.01.1936). У 1937—1938 роках керівник студентської ланки ОУН.
У листопаді 1938 року стає заступником керівника розвідувального відділу Військового штабу Карпатської Січі Євгена Врецьони.
У 1944 році кур'єр ОУН та УГВР. Загинув у жовтні 1944 при нелегальному переході до Італії на території Югославії — розстріляний партизанами Тіто.

## Творчість
Творчість Мировича ще не досліджена. Відомі його твори з часів ув'язнення в концтаборі Береза Картузька:
- фокстрот «Маркітант»
- танго «Жаль»
- музика на слова Дмитра Штикала «Танго без слів»